# خط طول 162° غرب
خط طول 162° غرب هو أحد خطوط الطول الجغرافية، والتي تمتد من القطب الشمالي الجغرافي إلى القطب الجنوبي الجغرافي، وحسب التحويل الزمني يتأخر خط طول 162° غرب عن خط غرينتش بـ10 ساعة و48 دقيقة.

## من القطب إلى القطب
ينطلق خط طول 162° غرب من القطب الشمالي نحو القطب الجنوبي مرورا بالمناطق التي ترد في الجدول التالي:
| الإحداثيات                           | البلد أو الإقليم أو البحر | ملاحظات |
| ------------------------------------ | ------------------------- | --- |
| 90°0′N 162°0′W / 90.000°N 162.000°W  | المحيط المتجمد الشمالي    | |
| 71°40′N 162°0′W / 71.667°N 162.000°W | بحر تشوكشي                | |
| 70°18′N 162°0′W / 70.300°N 162.000°W | الولايات المتحدة          | ألاسكا |
| 67°2′N 162°0′W / 67.033°N 162.000°W  | بحر تشوكشي                | Hotham Inlet |
| 66°37′N 162°0′W / 66.617°N 162.000°W | الولايات المتحدة          | ألاسكا — Baldwin Peninsula |
| 66°35′N 162°0′W / 66.583°N 162.000°W | بحر تشوكشي                | Kotzebue Sound |
| 66°3′N 162°0′W / 66.050°N 162.000°W  | الولايات المتحدة          | ألاسكا — "شبه جزيرة سيوارد" |
| 64°42′N 162°0′W / 64.700°N 162.000°W | بحر بيرنغ                 | Norton Sound |
| 63°27′N 162°0′W / 63.450°N 162.000°W | الولايات المتحدة          | ألاسكا |
| 59°49′N 162°0′W / 59.817°N 162.000°W | بحر بيرنغ                 | Kuskokwim Bay |
| 59°14′N 162°0′W / 59.233°N 162.000°W | الولايات المتحدة          | ألاسكا |
| 59°10′N 162°0′W / 59.167°N 162.000°W | بحر بيرنغ                 | Kuskokwim Bay |
| 58°41′N 162°0′W / 58.683°N 162.000°W | الولايات المتحدة          | ألاسكا — Cape Newenham |
| 58°37′N 162°0′W / 58.617°N 162.000°W | بحر بيرنغ                 | Bristol Bay |
| 55°48′N 162°0′W / 55.800°N 162.000°W | الولايات المتحدة          | ألاسكا — شبه جزيرة ألاسكا |
| 55°5′N 162°0′W / 55.083°N 162.000°W  | المحيط الهادئ             | مرورا بغرب the Iliasik Islands, ألاسكا, الولايات المتحدة (في 55°4′N 161°58′W / 55.067°N 161.967°W) · مرورا بغرب the جزيرة Nihoa, هاواي, الولايات المتحدة (في 23°4′N 161°56′W / 23.067°N 161.933°W) · مرورا بشرق جزر بالميرا المرجانية, جزر الولايات المتحدة الصغيرة النائية (في 5°53′N 162°3′W / 5.883°N 162.050°W) |
| 60°0′S 162°0′W / 60.000°S 162.000°W  | المحيط الجنوبي            | |
| 78°5′S 162°0′W / 78.083°S 162.000°W  | القارة القطبية الجنوبية   | منطقة روس, المطالب الإقليمية بالقارة القطبية الجنوبية by نيوزيلندا |